# Камерино (Мачерата)
Камерино (итал. Camerino) насеље је у Италији у округу Мачерата, региону Марке.
Према процени из 2011. у насељу је живело 4444 становника. Насеље се налази на надморској висини од 596 м.

## Становништво
| 1931.  | 1936.  | 1951.  | 1961.  | 1971. | 1981. | 1991. | 2001. | 2011. |
| ------ | ------ | ------ | ------ | ----- | ----- | ----- | ----- | ----- |
| 11.941 | 12.012 | 11.649 | 10.356 | 8.499 | 7.975 | 7.320 | 6.858 | 6.902 |